# Wasa (entreprise)
Pour les articles homonymes, voir Wasa.
Wasabröd est une entreprise suédoise, fondée en 1919, qui fabrique du pain croquant suédois, commercialisé sous la marque Wasa. Elle est le premier fabricant mondial de pain croustillant.[réf. nécessaire]
Son siège social se trouve à Stockholm (Suède) et les unités de production à Filipstad (Suède), Celle (Allemagne) et Hamar (Norvège).

## Histoire
Wasabröd a été fondé à Skellefteå en 1919 par le boulanger Karl Edvard Lundström sous le nom de AB Skellefteå Spisbrödsfabrik. En 1931, l'entreprise a déménagé à Filipstad parce que Karl Edvard Lundström ne parvenait pas à se mettre d'accord avec la municipalité de Skellefteå sur un terrain supplémentaire pour agrandir l'usine. En 1933, Karl Edvard Lundström a réussi à expérimenter la cuisson continue du pain en ruban en développant le Wasa Husman, qui est devenu un succès de vente dans toute la Suède. L'entreprise devient fournisseur de la cour royale au cours de la même décennie. Le nom a été emprunté à Gustav Vasa, dont l'image ornait les paquets de pain. Lundström a inventé la phrase « Wasabröd ger råg i ryggen » (le pain Wasa vous donne une colonne vertébrale), qui a été utilisée comme slogan de vente pendant de nombreuses années.
Ce succès permet à Lundström de racheter d'autres entreprises qui fabriquent du pain croustillant au blé tendre et du pain traiteur à Linköping et à Kristianstad, ainsi que plusieurs boulangeries basées à Stockholm, comme Öhmans Spisbrödsfabrik en 1941. Les exportations vers les États-Unis et l'Allemagne ont commencé dans les années 1940. Lundström acquiert un moulin pour la production de pain en 1938, afin d'investir dans le développement de la qualité parallèlement aux améliorations techniques. Lundström dirige son entreprise jusqu'en 1959, date à laquelle il passe les rênes à son fils Ulf Lundström. En 1957, l'entreprise prend le nom de AB Wasa Spisbrödsfabrik et, en 1964, celui de Wasabröd AB.
En 1967, Wasabröd a commencé à produire des chips pour le marché nordique en coopération avec la société américaine Borden Foods, par l'intermédiaire de sa filiale OLW. L'entreprise possède des boulangeries à Filipstad et Celle en Allemagne. La production précédente à Hamar, en Norvège, a été fermée en 2010.
En 1983, elle passe sous le contrôle de l'entreprise pharmaceutique suisse Sandoz, qui la revend en 1999 au groupe agroalimentaire italien Barilla.
La boulangerie de Barilla à Filipstad emploie 440 personnes qui produisent 33 000 tonnes de pain croustillant par an[réf. nécessaire]. En 2009-2014, le propriétaire a investi 150 millions dans l'usine de Filipstad pour moderniser l'équipement.
En 2021-2025, le propriétaire a investi un total de 1,2 milliard de couronnes suédoises à Filipstad et Celle, dont 700 millions de couronnes suédoises dans l'usine de Filipstad pour agrandir la partie la plus récente de la boulangerie avec une toute nouvelle ligne de production et pour supprimer progressivement les lignes de production dans la partie la plus ancienne de la boulangerie.

## La famille Lundström après la vente de Wasabröd
La famille Lundström est devenue multimillionnaire lors de la vente de Wasabröd en 1982, y compris Gwen Lundström, décédée en 2015. Son fils Carl Lundström était l'un des accusés au procès de The Pirate Bay en 2009 et 2010, et il s'est retrouvé avec des dettes de près de 90 millions de couronnes suédoises. Dans son testament, Gwen Lundström a écrit que l'héritage irait à ses petits-enfants et, pour éviter qu'il ne finisse entre les mains de l'Autorité suédoise d'exécution, elle a écrit que ses biens « ne peuvent être saisis pour les dettes des légataires, constituer un actif dans la faillite ou être utilisés d'une autre manière pour les dettes des légataires ».

### Liens externes

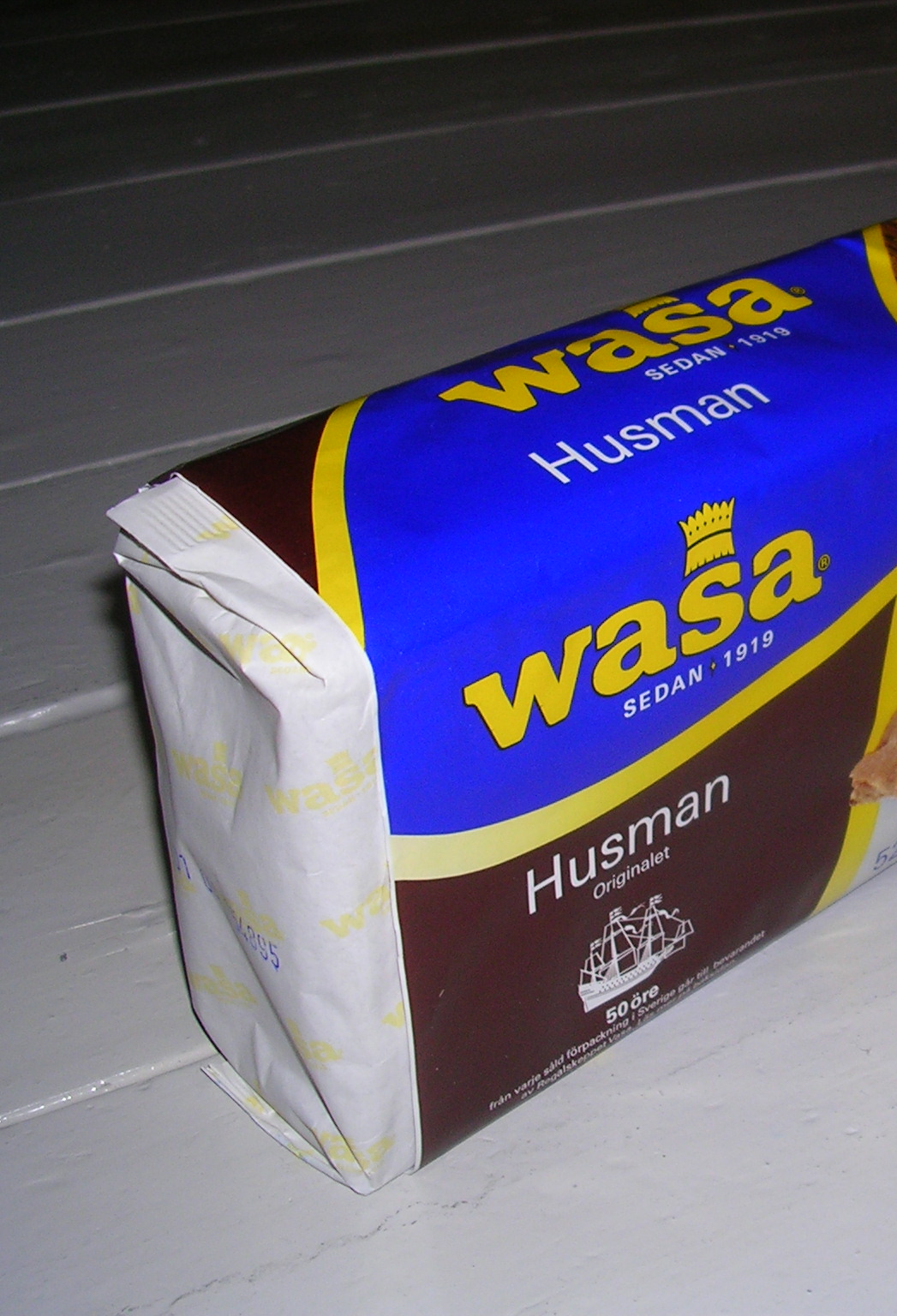
Un paquet de Wasa.